# クロエ・ジャオ
クロエ・ジャオ（繁: 趙婷、英: Chloé Zhao, 1982年3月31日 - ）は、中国出身の映画監督、脚本家、映画プロデューサーである。

## 人物
2015年に長編デビュー作『Songs My Brothers Taught Me』がサンダンス映画祭でプレミア上映される。第2作『ザ・ライダー』（2017年）は批評家に高評価され、インディペンデント・スピリット賞の作品賞と監督賞にノミネートされた。『ノマドランド』（2021年）では、アジア人として初めてゴールデングローブ賞監督賞を受賞、アカデミー賞では作品賞と監督賞を受賞した。

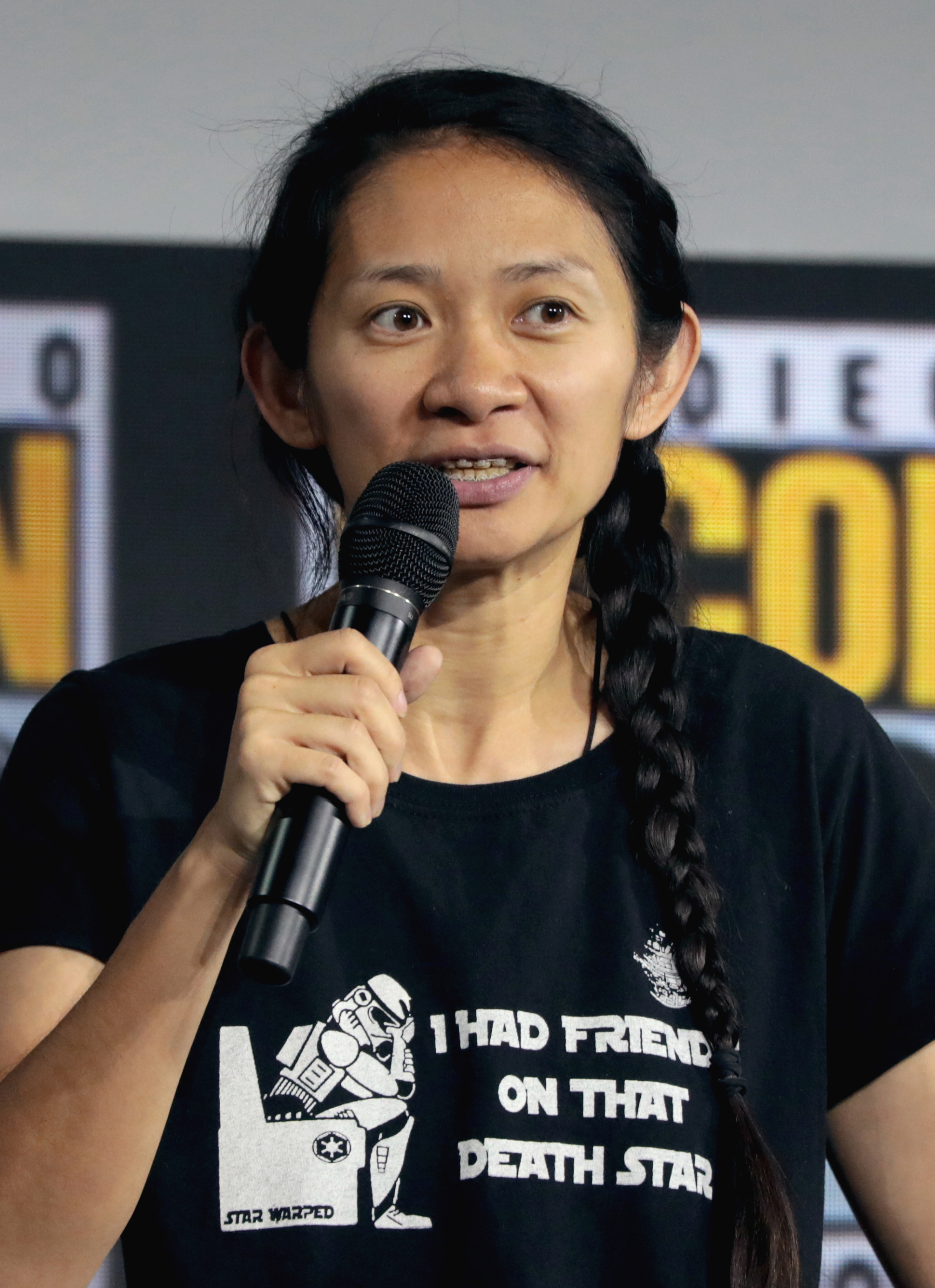
（2019年のサンディエゴ・コミコンにて。）

## 生い立ち
北京市で生まれ育つ。父は国有鉄鋼会社の元ゼネラルマネージャーだった。両親は後に離婚し、父は女優のソン・タンタンと結婚する。成長して非常に反抗的になった彼女は西洋の大衆文化に惹かれた。15歳のとき、両親によって彼女は英国ロンドンの寄宿学校に送られた。ロンドンの寄宿学校を卒業後、ロサンゼルスに移り、高校を卒業した。ジャオはマウント・ホリヨーク大学で学び、政治の学士号を取得した。彼女は不動産のプロモーターやバーテンダーとして働いた後、ニューヨーク大学ティッシュ・スクール・オブ・アーツで映画製作を学んだ。

## キャリア
2010年、ジャオの短編映画『Daughters』がクレルモン＝フェラン国際短編映画祭でプレミア上映される。『Daughters』はパームスプリングス国際短編映画祭で学生短編映画賞、シネクエスト映画祭で審査員特別賞を獲得した。
2015年、初の長編映画『Songs My Brothers Taught Me』を監督する。サウスダコタ州パインリッジ・インディアン居留地で撮影されたこの映画はラコタ・スー族の兄妹関係が描かれ、サンダンス映画祭の米国劇作品コンペティション部門でプレミア上映された。その後更に第68回カンヌ国際映画祭の監督週間で上映された。また第31回インディペンデント・スピリット賞で第一回作品賞にノミネートされた。
2017年、彼女は致命的な怪我を負ったカウボーイを描く現代の西部劇『ザ・ライダー』を監督した。最初の映画と同様に彼女はロケ地に住んでいた非俳優をキャストに起用した。この映画はロデオ競技中の落馬によって頭部に重傷を負ったブレイディ・ヤンドロウの実話に触発されている。ヤンドロウは自身を基にしたブレディ・ブラックバーン役で出演した。映画は第70回カンヌ国際映画祭の監督週間でプレミア上映され、芸術映画賞を受賞した。また第33回インディペンデント・スピリット賞で作品賞と監督賞にノミネートされ、さらにキャリア半ばの女性監督を表彰するボニー賞の初の受賞者となった。映画は2018年4月13日にソニー・ピクチャーズ クラシックス配給で一般公開された。
2018年4月、アマゾン・スタジオがジャオが監督・脚本を務める予定のバス・リーヴスの伝記映画にゴーサインを出したことが報じられた。同年9月、マーベル・スタジオが『The Eternals』の監督に彼女を雇ったことが発表された。
2021年2月、『ノマドランド』でアジア人女性として初めてゴールデングローブ賞監督賞を受賞、さらに同年4月25日には第93回アカデミー賞で非白人女性として初めて監督賞を受賞した。しかしながら、出身国の中国では過去に中国批判を行ったとして反発にさらされており、ソーシャルメディアではジャオの情報が遮断される措置が取られた。

## 私生活
アメリカ合衆国カリフォルニア州在住である。
幼少時から日本の漫画が好きで、お気に入りに「SLAM DUNK」や「幽☆遊☆白書」を挙げている。

## フィルモグラフィ

### 長編映画

#### 監督作品
| 年   | 題名                                           | 役割                   |
| ---- | ---------------------------------------------- | ---------------------- |
| 2015 | 兄が教えてくれた歌 Songs My Brothers Taught Me | 監督・脚本・製作・編集 |
| 2017 | ザ・ライダー The Rider                         | 監督・脚本・製作       |
| 2020 | ノマドランド Nomadland                         | 監督・脚本・製作       |
| 2021 | エターナルズ Eternals                          | 監督・脚本             |
| 2025 | Hamnet                                         | 監督・脚本・製作       |

### 短編映画

#### 監督作品
| 年   | 題名                | 役割                               |
| ---- | ------------------- | ---------------------------------- |
| 2008 | Post                | 監督・脚本・原案・製作総指揮・編集 |
| 2009 | The Atlas Mountains | 監督・脚本・製作・編集             |
| 2010 | Daughters           | 監督・脚本・製作                   |
| 2011 | Benachin            | 監督                               |

#### 製作作品
| 年   | 題名                            | 役割 |
| ---- | ------------------------------- | ---- |
| 2008 | Helen's First Date in Two Years | 製作 |
| 2009 | Simple Pleasures                | 製作 |

## 受賞とノミネート
- 第77回ヴェネツィア国際映画祭金獅子賞 受賞
- 第86回ニューヨーク映画批評家協会賞監督賞 受賞[26]
- 第46回ロサンゼルス映画批評家協会賞監督賞 受賞[27]
- 第55回全米映画批評家協会賞監督賞 受賞[28]
- 第78回ゴールデングローブ賞監督賞受賞[22][23]
- 第93回アカデミー賞監督賞受賞

## 評価
| 作品                        | Rotten Tomatoes   | Metacritic      | BFCA   | 製作費 | 興行収入     |
| --------------------------- | ----------------- | --------------- | ------ | ------ | ------------ |
| Songs My Brothers Taught Me | 91% (22 reviews)  | 63 (10 reviews) | 65/100 | N/A    | $0.1 million |
| ザ・ライダー                | 97% (147 reviews) | 92 (42 reviews) | 96/100 | N/A    | $3.4 million |